# Кицлер, Отто
Отто Кицлер (нем. Otto Kitzler; 16 марта 1834, Дрезден — 6 сентября 1915, Грац) — немецкий композитор, дирижёр, виолончелист и музыкальный педагог, известный как наставник Антона Брукнера.

## Биография
Учился в Дрездене у Фридриха Августа Куммера (виолончель), Юлиуса Отто и Иоганна Готлоба Шнайдера. Короткое время преподавал в Ойтине, затем продолжил образование в Брюссельской консерватории у Франсуа Серве и Франсуа Жозефа Фети. В 1855 году — виолончелист в оркестре Страсбургской оперы, на следующий год — в Лионской опере, в 1858—1859 годах — концертмейстер виолончелей и дирижёр в Линцской опере, в 1859—1860 годах — хормейстер в Труа, в 1860—1861 годах — второй дирижёр в Кёнигсберге.
В 1861—1863 годах Кицлер снова работал в Линце как дирижёр. В этот период он сблизился с Брукнером, органистом Линцского собора, который хоть и был старше Кицлера на 9 лет, но делал в области композиции лишь первые шаги, ориентируясь на образцы старых мастеров. Убеждённый сторонник новейших музыкальных течений, Кицлер познакомил Брукнера с творчеством Рихарда Вагнера и на протяжении двух лет давал Брукнеру практические уроки музыкальной формы и инструментовки. Памятником этих занятий осталась так называемая «учебная тетрадь Кицлера» (нем. Kitzler-Studienbuch) — сброшюрованный 326-страничный том, начинающийся с технических упражнений Брукнера и заканчивающийся его самыми ранними сочинениями; эта рукопись хранилась в частных собраниях вплоть до 2013 года, когда её приобрела Австрийская национальная библиотека, после чего некоторые из находящихся в ней произведений стали исполняться и записываться. Кицлер сохранил дружеские отношения с Брукнером до конца жизни последнего, дирижировал его произведениями, а на смерть Брукнера написал траурную музыку (нем. Trauermusik "Dem Andenken Anton Bruckners").
После Линца Кицлер недолгое время работал в оркестрах в Темешваре и Германштадте, пока не обосновался в 1868 году в Брюнне, где до 1898 года возглавлял городской оркестр, а с 1871 года и городскую музыкальную школу (среди его учеников Йозеф Густав Мрачек, Карл Бартош, Рихард Виккенхаузер) и вообще был центральной фигурой местной музыкальной жизни. Представляя немецкую общину города, в то же время включал в свои концертные программы музыку славянских композиторов (в частности, дирижировал концертом для скрипки с оркестром П. И. Чайковского, солист Александр Печников). В 1904 году опубликовал книгу мемуаров (нем. Musikalische Erinnerungen), в составе которой напечатаны письма Брукнера, Вагнера и Иоганнеса Брамса.